# Tego Calderón
Tegui Calderón Rosario (Santurce, 1972. február 1. –) művésznevén Tego Calderón, Puerto Ricó-i rapper és színész.

## Élete
Calderón a Puerto Ricó-i Santurce-ban született, Pilar Rosario Parrilla tanítónő és Esteban Calderón Ilarraza, a Puerto Ricó-i Egészségügyi Minisztérium kormányzati alkalmazottjának fiaként. Calderón fiatal korában költözött Puerto Ricóból a floridai Miamiba, ahol a Miami Beach Senior High Schoolba járt. Számos különböző kultúrával ismerkedett meg, végül ütős hangszereken tanult, és dobosként játszott egy rockzenekarban. A zenekar olyan művészek által készített dalokat dolgozott fel, mint Ozzy Osbourne és a Led Zeppelin. Megjegyezte, hogy mindkét szülője Ismael Rivera rajongója volt, és hogy apja is érdeklődött a jazz iránt. Mindkét műfaj hatással volt rá, és ezeket beépítette a saját műfajaiba, többek között olyan dalokkal, mint a Minnie the Moocherg. Végül olyan zenei stílust alakított ki, amely a salsa, a plena, a dancehall és a hiphop elemeit ötvözte, és szövegeiben a városi élet aspektusaira összpontosít.

## Filmográfia
| Év   | Magyar cím                       | Eredeti cím             | Szerep           | Megjegyzések                |
| ---- | -------------------------------- | ----------------------- | ---------------- | --------------------------- |
| 2007 |                                  | Def Jam: Icon           | önmaga (hangja)  | videójáték                  |
| 2007 | A törvénytelenség bajnoka        | Illegal Tender          | Choco            |                             |
| 2007 |                                  | Bling: A Planet Rock    | önmaga           | dokumentumfilm / DVD        |
| 2009 | Halálos iram                     | Fast & Furious          | Leo Tego (cameo) |                             |
| 2009 | Los Bandoleros                   | Los Bandoleros          | Leo Tego         | rövidfilm                   |
| 2011 | Halálos iramban: Ötödik sebesség | Fast Five               | Leo Tego         | magyar hangja Scherer Péter |
| 2017 | Halálos iramban 8.               | The Fate of the Furious | Leo Tego (cameo) |                             |

## Diszkográfia
Albumok
- El Abayarde
- Guasa Guasa: The Mixtape
- The Underdog/El Subestimado
- El Gongoli Mixtape
- The Original Gallo Del País - O.G. El Mixtape
- El Que Sabe, Sabe